# Arsenal FC (rezerva a akademie)
Rezerva Arsenalu FC je rezervní tým anglického profesionálního klubu Arsenal FC. Rezerva hraje ligovou sezónu v Premier League do 21 let, což je nejvyšší liga v Anglii pro tuto věkovou kategorii. Své domácí zápasy hraje v Meadow Parku.
Akademie Arsenalu FC je výběr hráčů do 18 a níže let. Tým U18 působí v Premier League do 18 let a v FA Youth Cupu. Své zápasy hrají týmy z akademie v tréninkovém centru Arsenalu.

## Sestava U21
Aktuální k datu: 22. únor 2016
| Číslo |                   | Pozice | Hráč                |
| ----- | ----------------- | ------ | ------------------- |
| 36    | Francie           | Z      | Ismaël Bennacer     |
| 37    | Polsko            | Z      | Krystian Bielik     |
| 38    | Anglie            | Z      | Dan Crowley         |
| 39    | Švédsko           | O      | Kristopher Da Graca |
| 42    | Anglie            | Ú      | Kaylen Hinds        |
| 43    | Anglie            | B      | Ryan Huddart        |
| 44    | Severní Makedonie | B      | Dejan Iliev         |
| 45    | Nigérie           | Ú      | Alex Iwobi          |
| 46    | Anglie            | O      | Chiori Johnson      |
| 48    | Finsko            | B      | Hugo Keto           |
| 49    | Anglie            | B      | Matt Macey          |
| 50    | Anglie            | Ú      | Stephy Mavididi     |
| 51    | Anglie            | O      | Tafari Moore        |
| 52    | Anglie            | O      | Stefan O'Connor     |
| 53    | Španělsko         | O      | Julio Pleguezuelo   |
| 54    | Francie           | Z      | Jeff Reine-Adelaïde |
| 55    | Anglie            | Z      | Tyrell Robinson     |
| 56    | Anglie            | Z      | Ben Sheaf           |

| Číslo |            | Pozice | Hráč                    |
| ----- | ---------- | ------ | ----------------------- |
| 59    | Anglie     | Ú      | Chris Willock           |
| 60    | Anglie     | Z      | Marcus McGuane          |
| 61    | Anglie     | O      | Marc Bola               |
| 62    | Anglie     | O      | Tolaji Bola             |
| 63    | Řecko      | O      | Ilias Chatzitheodoridis |
| 64    | Anglie     | Ú      | Josh Dasilva            |
| 66    | Rumunsko   | Z      | Vlad Dragomir           |
| 67    | Anglie     | Z      | Aaron Eyoma             |
| 68    | Francie    | Ú      | Yassin Fortune          |
| 69    | Anglie     | Z      | Charlie Gilmour         |
| 70    | Řecko      | Z      | Savvas Mourgos          |
| 71    | Anglie     | Ú      | Edward Nketiah          |
| 72    | Anglie     | O      | Jordi Osei-Tutu         |
| 73    | Kypr       | O      | Kostas Pileas           |
| 74    | Anglie     | Z      | Nathan Tella            |
| 75    | Nizozemsko | Ú      | Donyell Malen           |
| 81    | Anglie     | Z      | Joseph Willock          |

## Sestava U18
| Číslo |          | Pozice | Hráč                    |
| ----- | -------- | ------ | ----------------------- |
| 48    | Finsko   | B      | Hugo Keto               |
| 60    | Anglie   | Z      | Marcus McGuane          |
| 56    | Anglie   | Z      | Ben Sheaf               |
| 61    | Anglie   | O      | Marc Bola               |
| 62    | Anglie   | O      | Tolaji Bola             |
| 63    | Řecko    | O      | Ilias Chatzitheodoridis |
| 64    | Anglie   | Ú      | Joshua Da Silva         |
| 66    | Rumunsko | Z      | Vlad Dragomir           |
| 67    | Anglie   | Z      | Aaron Eyoma             |
| 68    | Francie  | Ú      | Yassin Fortune          |
| 69    | Anglie   | Z      | Charlie Gilmour         |

| Číslo |             | Pozice | Hráč             |
| ----- | ----------- | ------ | ---------------- |
| 70    | Řecko       | Z      | Savvas Mourgos   |
| 71    | Anglie      | Ú      | Edward Nketiah   |
| 72    | Anglie      | O      | Jordi Osei-Tutu  |
| 73    | Kypr        | O      | Kostas Pileas    |
| 74    | Anglie      | Z      | Nathan Tella     |
| 75    | Nizozemsko  | Ú      | Donyell Malen    |
| 81    | Anglie      | Z      | Joe Willock      |
| 82    | Portugalsko | B      | Joao Virginia    |
|       | Nigérie     | Z      | Samuel Chukwueze |
|       | Nigérie     | Z      | Kelechi Nwakali  |

## Úspěchy

### Rezerva
- Football Combination ( 18× )
  - 1922/23, 1926/27, 1927/28, 1928/29, 1929/30, 1930/31, 1933/34, 1934/35, 1936/37, 1937/38, 1938/39, 1946/47, 1950/51, 1962/63, 1968/69, 1969/70, 1983/84, 1989/90
- Football Combination – pohár ( 3× )
  - 1952/53, 1967/68, 1969/70
- Londýnský FA pohár ( 7× )
  - 1933/34, 1935/36, 1953/54, 1954/55, 1957/58, 1962/63, 1969/70
- Kent League ( 1× )
  - 1896/97
- West Kent League ( 3× )
  - 1900/01, 1901/02, 1902/03
- London League – 1. divize ( 3× )
  - 1901/02, 1903/04, 1906/07
- Kent Junior Cup ( 1× )
  - 1889/90

### Akademie
- FA Premier Academy League ( 5× )
  - 1997/98 (U18), 1999/00 (U17), 2001/02 (U19), 2008/09 (U18), 2009/10 (U18)
- FA Youth Cup ( 7× )
  - 1965/66, 1970/71, 1987/88, 1993/94, 1999/00, 2000/01, 2008/09
- South East Counties League ( 4× )
  - 1955/56, 1964/65, 1971/72, 1990/91
- South East Counties League – pohár ( 6× )
  - 1959/60, 1960/61, 1961/62, 1963/64, 1970/71, 1979/80
- Southern Junior Floodlit Cup ( 5× )
  - 1962/63, 1965/66, 1984/85, 1990/91, 1997/98
- London Minor FA Cup ( 1× )
  - 1966/67